# Aintzila
Aintzila (en francès i oficialment Aincille), és una comuna de la Nafarroa Beherea (Baixa Navarra), un dels set territoris que formen Euskal Herria, al departament dels Pirineus Atlàntics i a la regió de la Nova Aquitània. Limita amb les comunes de Donazaharre al nord. Zaro al nord-oest, Ahatsa-Altzieta-Bazkazane a l'est, i Ezterenzubi i Eiheralarre al sud.

## Demografia
| v. 1901 | 1962 | 1968 | 1975 | 1982 | 1990 | 1999 |
| --- | ---- | ---- | ---- | ---- | ---- | ---- |
| 217 | 146  | 123  | 136  | 113  | 110  | 103  |
| A partir de 1962, el cens té en compte la població resident definida com e "Population sans doubles comptes" per l'INSEE |      |      |      |      |      |      |